# John Titor
John Titor foi um nome usado em vários fóruns de internet entre 2000 e 2001 por um internauta que alegava ser um viajante no tempo do ano de 2036. Ele postou diversas previsões (algumas vagas, outras bem específicas) sobre eventos que aconteceriam num futuro próximo, entre 2004 e 2036. Ele descreveu um cenário de caos e guerra no qual os Estados Unidos se dividiriam em cinco regiões menores, o meio ambiente e a infraestrutura seriam devastados por um ataque nuclear e várias outras potências mundiais seriam destruídas.
O caso e os elementos descritos por Titor foram recontados e reimaginados em diversas mídias, incluindo o livro John Titor: A Time Traveler's Tale de 2003 (hoje fora da imprensa), a peça de teatro Time Traveler Zero Zero e a franquia japonesa Steins;Gate, original de 2009, que inclui uma visual novel, um mangá e um anime que têm como um dos principais temas a história de John Titor. Ele também foi assunto de discussões no programa de rádio Coast to Coast AM. A história de Titor pode ser considerada única por ter atingido uma considerável repercussão a partir de uma mídia à época limitada: um fórum de discussão.
O caso também gerou um amplo ceticismo. Muitas falhas foram observadas em diversos aspectos da história de Titor, incluindo previsões fracassadas, inconsistências e problemas com a tecnologia. Isto levou a uma conclusão geral, por alguns, de que a história se tratou de um hoax, apesar de bem elaborado. O prestigiado jornal britânico The Daily Telegraph, num artigo de 2009, sugeriu que Titor pode ter sido um personagem criado pelos irmãos Larry e John Haber, respectivamente um advogado e um cientista da computação naturais da Flórida. Outros candidatos também foram cogitados.

## As postagens de John Titor
Em novembro de 2000, no fórum "Instituto Viagem no Tempo", o internauta que mais tarde seria conhecido como John Titor começou a postar, sob o pseudônimo TimeTravel_0, mensagens sobre viagem no tempo em geral (no início sem previsões ou referências a possíveis eventos futuros). Ele foi o primeiro a descrever "em seis partes" uma máquina do tempo, informando do que ela precisaria para funcionar (ver abaixo). Ele também respondia perguntas de outros usuários do fórum sobre o funcionamento da tal máquina.
Pouco tempo depois, TimeTravel_0 alegou ser um viajante no tempo do futuro e começou a descrever o cenário do seu tempo de origem. Gradualmente, ele foi revelando uma imagem mais complexa do futuro. Titor também respondia a perguntas de outros usuários tanto do fórum quanto do IRC. Titor também falava de eventos mais atuais; por exemplo, em uma postagem ele disse que "a importante descoberta que permitirá a tecnologia da viagem no tempo acontecerá perto do ano de 2001 quando a CERN ativar sua maior instalação".
O nome "John" não foi usado até janeiro de 2001, quando TimeTravel_0 começou a postar no fórum "BBS Art Bell" (que requeria um nome ou pseudônimo para cadastro). Ele enviou suas últimas mensagens em março de 2001. Com o passar do tempo, alguns dos tópicos originais acabaram corrompidos, mas como tinham sido salvos nos discos rígidos dos outros participantes, puderam ser copiados para o site Anomalies.net, junto a novas discussões sobre a ciência por trás da viagem no tempo de Titor e suas previsões. Por volta de 2003, vários sites reproduziram as postagens de Titor, reorganizando-as em narrativas. Nem todos se referem às datas originais das postagens.

### Pontos principais

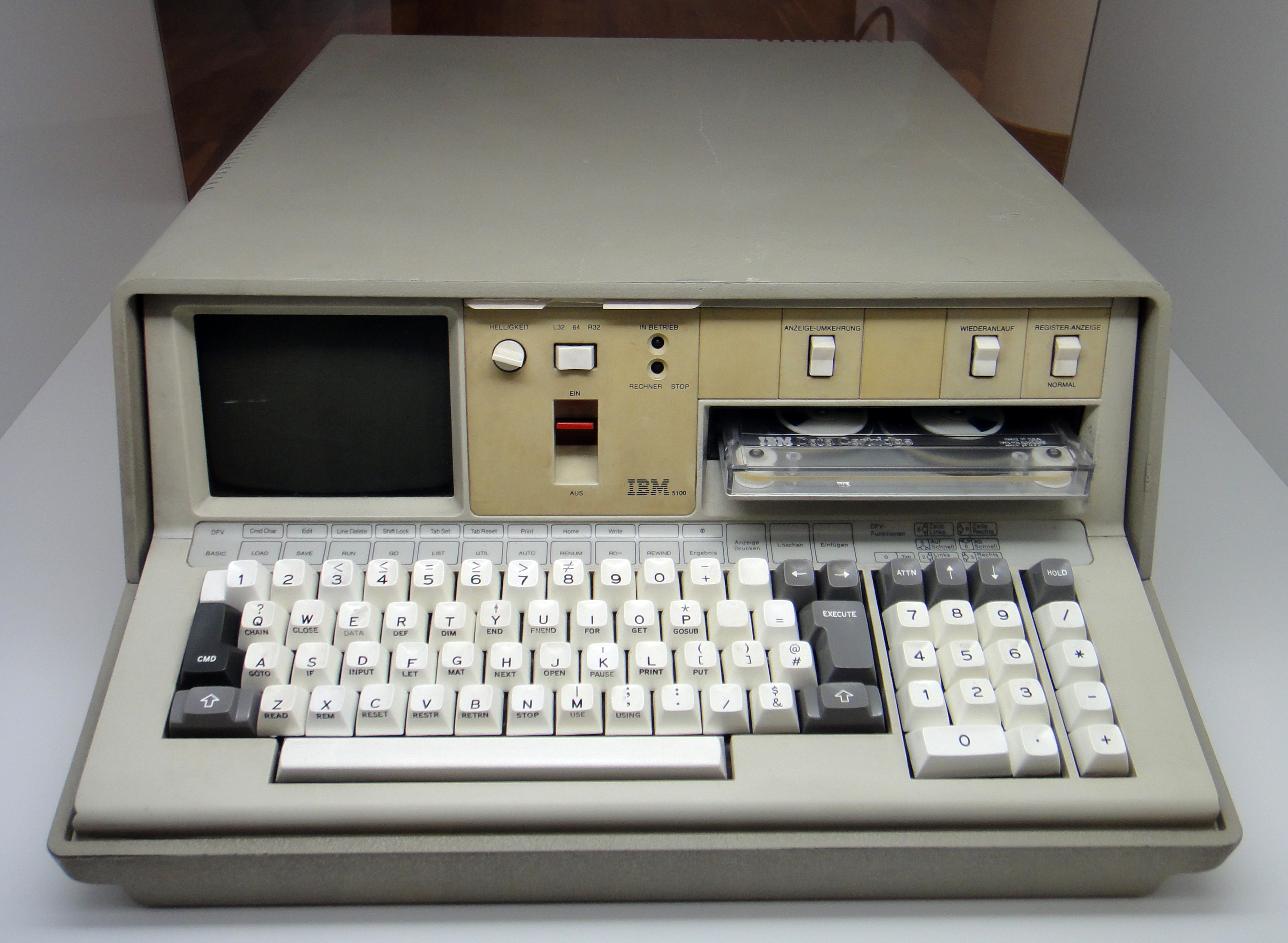
Computador IBM 5100. Titor alegou ter viajado no tempo para, entre outras coisas, adquirir um modelo deste computador.

Em suas postagens, Titor alegou ser um soldado americano do ano de 2036, originário da cidade de Tampa, na Flórida. Ele teria sido designado para um projeto governamental de viagem no tempo. Supostamente, Titor fora enviado de volta a 1975 para adquirir um computador IBM 5100 (que executa as linguagens de programação APL e BASIC), o qual ele dizia ser necessário para depurar diversos programas antigos de computador em 2036 (uma possível referência ao problema do ano 2038 nos sistemas Unix). Titor teria sido selecionado para essa missão devido ao envolvimento do seu avô paterno na montagem e programação do IBM 5100.
Titor alegou estar em uma escala no ano 2000 por "razões pessoais" e/ou para coletar fotografias perdidas na (futura) guerra civil e para visitar sua família, da qual ele falava com frequência. Titor também disse que estivera, por alguns meses, alertando pessoas sobre uma suposta ameaça de propagação da doença de Creutzfeldt-Jakob através de produtos com carne de vaca e sobre a possibilidade de uma guerra civil nos Estados Unidos. Quando questionado sobre esses assuntos por um participante online, Titor também expressou um interesse em mistérios sem explicação como extraterrestres (assunto que, mesmo em seu tempo, continuaria misterioso). Em uma postagem, Titor sugeriu que OVNIs e visitantes alienígenas poderiam também ser viajantes no tempo, porém de um futuro muito mais longe que o seu e com máquinas do tempo superiores às suas.

### Máquina do tempo[7]
Numa de suas primeiras postagens, ele descreveu a máquina do tempo como uma "unidade de deslocamento no tempo de massa estacionária alimentada por duas singularidades duplamente positivas girando no topo", produzindo uma "senoide Tipler deslocada padrão". Sua primeira postagem foi mais explícita, dizendo que a máquina continha:
- duas unidades de armazenamento magnético para as microssingularidades duplas;
- uma variedade de injeção eletrônica para alterar as microssingularidades de massa e gravidade;
- um sistema de ventilação de raios X e congelamento;
- sensores de gravidade ou uma comporta variável de gravidade;
- quatro principais relógios de césio;
- três principais unidades computacionais.

Ainda de acordo com as postagens, o dispositivo fora instalado na parte traseira de um Chevrolet Corvette conversível de 1967 e mais tarde num caminhão de 1987 que possuía tração nas quatro rodas.
Titor, além disso, afirmou que o "modelo Everett-Wheeler da física quântica" estava certo. Este modelo, mais conhecido como interpretação de muitos mundos, afirma que cada resultado possível de uma decisão quântica ocorre em um "universo" separado. Titor afirmou que esse seria o motivo pelo qual o paradoxo do avô não ocorreria; de acordo com a lógica do argumento, o viajante estaria matando uma pessoa diferente de seu avô numa linha do tempo distinta da dele.

"...O paradoxô do avô é impossível. Na realidade, todos os paradoxos (temporais) são impossíveis. A teoria de Everett-Wheeler-Graham ou dos múltiplos mundos está correta. Todos os possíveis estados quânticos, eventos, possibilidades e resultados são reais, eventuais, e estão ocorrendo. As chances de todas as coisas acontecerem em algum lugar, durante algum tempo, no superverso, é de 100%."

### Previsões[7]
Uma das primeiras previsões de Titor foi de uma guerra civil nos Estados Unidos que estaria relacionada com "ordem e direitos". Ele afirmou que esta guerra começaria em 2004, com desordens civis  envolvendo as eleições presidenciais daquele ano. Tal conflito civil, que segundo ele teria "um evento semelhante ao cerco de Waco todo mês e pioraria mais e mais", chegaria "praticamente às portas de todos" e atingiria seu ápice em 2008.
Titor afirmou que quando tinha 13 anos de idade, em 2011, começou a servir à "Fighting Diamondbacks", uma unidade de infantaria de espingarda da Flórida, e continuou por pelo menos quatro anos. Em outras postagens, entretanto, afirmou que se escondeu durante a guerra. Em decorrência da guerra, os Estados Unidos teriam se dividido em cinco regiões, com base em vários fatores e diferentes objetivos militares. A guerra civil, de acordo com Titor, terminaria em 2015 com uma breve, porém intensa, Terceira Guerra Mundial: a Rússia lançaria em 2015 uma bomba, mas antes desse ataque muitas pessoas morreriam na Europa.

"Em 2015, a Rússia lança um ataque nuclear contra as maiores cidades dos Estados Unidos (que são o "outro lado" da guerra civil na minha perspectiva), da China e da Europa. Os Estados Unidos contra-atacam. As cidades americanas são destruídas junto ao AFE (American Federal Empire, Império Federal Americano). Então nós (no interior) vencemos. A União Europeia e a China também são destruídas."

Titor se refere ao evento como o "Dia N". Washington, D.C. e Jacksonville estariam entre as cidades atingidas. Após a guerra, Omaha, Nebraska tornar-se-ia a nova capital da nação.
Titor foi vago quanto às motivações e causas exatas da Terceira Guerra Mundial. Numa de suas observações, ele caracterizou as hostilidades como decorrentes dos "choques de fronteira e superpopulação", mas também falava dos conflitos entre árabes e judeus como um prenúncio da Terceira Guerra Mundial.

## Análise das afirmações

### Previsões fracassadas
Uma das primeiras declarações de Titor foi a de que a CERN descobriria a tecnologia para a viagem no tempo através da criação dos "buracos negros" em miniatura, em 2001, cerca de seis meses após sua partida  (um tema recorrente, também atribuído aos laboratórios Fermilab e Brookhaven). Nada semelhante a isso foi noticiado em tempo algum. Foi dito, além disso, que um artigo seria publicado por volta dessa época, o que também não ocorreu. Nenhuma guerra civil esteve perto de eclodir após as eleições americanas de 2004, sem nenhum conflito adicional em 2008, da maneira que Titor descreveu.
Outra previsão fracassada foi a dos Jogos Olímpicos, sobre os quais Titor afirmou: "Devido a muitos conflitos, não, não houve Jogos Olímpicos oficiais depois de 2004." Como os Jogos Olímpicos de 2006, os 2008, de 2010, de 2012 e assim por diante foram realizados normalmente, esta previsão é tida como fracassada. No entanto, alguns acreditam que isto seria uma prova de que Titor realmente tinha uma missão e conseguiu cumpri-la evitando catástrofes e, consequentemente, o cancelamento dos Jogos Olímpicos. Todas as falhas nas previsões são infalsificáveis, já que podem ser explicadas pela teoria do multiverso, tema recorrente nas suas postagens.

### Problemas com a tecnologia
A título de demonstração, John Titor postou uma fotografia de sua suposta máquina do tempo. Nesta fotografia, é possível observar um feixe curvado de um apontador laser. Este feixe foi apontado como evidência de uma inconsistência óbvia, pois, pelas leis da física, se o feixe está curvado, objetos próximos a ele também deveriam estar curvados. O enquadramento da janela visível ao fundo, por exemplo, deveria aparecer distorcido em proximidade ao elevado gradiente de gravidade, mas não aparece. Alguns especularam que o "feixe" é na verdade uma fibra ótica.
Titor afirmou ter sido enviado para o passado para adquirir um computador IBM 5100 devido à capacidade da máquina de depurar sistemas de programação antigos. De acordo com Bob Dubke, engenheiro da IBM, as declarações de Titor a respeito da habilidade pouco conhecida do IBM 5100 de emular e depurar sistemas estavam corretas. Defensores dizem que essa informação não estava publicamente disponível em 2000 ou 2001, quando Titor fez sua declaração. O próprio Titor afirmou que esse recurso não seria "descoberto" antes de 2036, quando o Unix, a fonte subjacente por trás de todos os sistemas operacionais de computador que continuam executando infraestruturas locais e outras tarefas computacionais, estiver a apenas dois anos de não ser capaz de funcionar mais devido às limitações de números inteiros de 32 bits.
Entretanto, essa capacidade de emulação era amplamente conhecida no meio industrial e foi comentada em várias publicações sobre o IBM 5100 e sobre microcódigos programáveis em geral. Referências a este fato estiveram também disponíveis na Internet antes das postagens de Titor. Apesar deste detalhe permanecer um tanto obscuro, sugere-se que, quem quer que Titor fosse, ele ou conhecia bem a máquina ou tinha pelo menos um interesse geral em computadores antigos.

### Problemas com a história
Vários comentários apontaram amplas similaridades entre a história de Titor e o romance pós-apocalíptico de ficção científica Alas, Babylon de Pat Frank. Alas, Babylon descreve uma família de uma pequena cidade da Flórida lutando pela sobrevivência durante uma guerra nuclear. No livro, o protagonista vive na cidade fictícia de "Fort Repose" (Repouso do Forte), enquanto Titor afirmava viver no "Forte", um nome que a Universidade da Flórida (UF) receberia no futuro.
No entanto, diversas inconsistências também foram observadas na história. Por exemplo, em algumas postagens, Titor afirma que o dinheiro é bastante usado e que as pessoas ainda têm cartões de crédito, apesar de sua outra afirmação de que o banco centralizado não existe mais (pensamento que não excluiria a possibilidade de criptomoedas como o Bitcoin estarem sendo usadas). Em outra publicação, ele especulou que o atual dólar americano seria utilizável no seu tempo, mas isso só ocorreria após a reorganização do governo federal de acordo com a sua própria história, o que faria, provavelmente, com que a moeda se tornasse menos valiosa. Ele afirmou diversas vezes que recebeu sua educação básica na Universidade da Flórida, mas em outras postagens disse que foi escolarizado em casa.
A primeira aparição de Titor parece ter ocorrido não em 2000, mas em meados de 1998 em duas mensagens de fax para um programa da rádio Art Bell, Coast to Coast AM.  Quando ele começou a postar sua história online, o bug do milênio Y2K (1-1-2000) aconteceu, porém não trouxe quaisquer problemas. Ainda nas mensagens de 1998 para a rádio Art Bell, ele teria dito: "O Y2K é um desastre. As pessoas congelam até a morte tentando fugir para climas mais quentes. O governo tenta manter o poder instituindo a lei marcial..."
Titor afirmou que um dos objetivos da sua missão era prevenir a futura guerra mundial. Ainda em outubro de 2000, um mês antes de começar a postar, ele apareceu numa sala de bate-papo IRC do Reino Unido.  No chat, sua resposta à questão de Yareisa sobre ser possível mudar o futuro que ele estava prevendo foi a seguinte: "Já é tarde demais. Eu só desejo que as coisas não tenham que ocorrer da mesma maneira que elas ocorreram."

### Inquérito da história
O programa de TV italiano Voyager - Ai confini della conoscenza transmitiu uma investigação da história de John Titor em 19 de maio de 2008.  Mike Lynch, o detetive privado contratado para tal investigação, concluiu que não existem registros, nem no passado distante, de qualquer John Titor ou família Titor. Além disso, a John Titor Foundation não tinha escritório e seu endereço é uma caixa de correio alugada; sem fitas, gravações, ou evidência de algum Titor; e somente Larry Haber, advogado e dono dos direitos comerciais que envolvem John Titor, confirmou sua existência. Segundo Lynch, John Titor pode ser o irmão de Larry, John Rick Haber, um especialista em computadores.
Se, no entanto, John Titor tivesse realmente sido um viajante no tempo da forma como ele descreveu, ele teria nascido em 1997 ou 1998, calculando-se a idade dele com base em sua afirmação de que em 2011 tinha 13 anos quando serviu a uma divisão de infantaria.